# Таємниця залізних дверей
«Таємниця залізних дверей» (рос. «Тайна железной двери») — радянський дитячий художній фільм 1970 року за мотивами повісті Юрія Томіна «Йшов по місту чарівник» (1963). Прем'єра в Радянському Союзі відбулася 23 серпня 1971 року.

## Сюжет
Чотирикласник Толік Рижков, втікаючи від постового міліціонера, випадково познайомився з чарівником і став володарем сірників, які виконують всі його бажання і капризи. Разом з другом Толік опинився на незвичайному острові, де все погане вважається хорошим, а хороше — поганим. До того ж, хлопці незабаром зрозуміли, що їм повертатися доведеться самостійно…

## У ролях
- Евалдас Мікалюнас —  Толік Рижков
- Андрій Харибін —  Мішка Павлов, друг Толіка
- Мічіслав Юзовський —  Мітька, брат Мішки
- Сергій Євсюнін —  чарівник
- Аліса Фрейндліх —  Люся Рижкова, мама Толіка
- Олег Табаков —  Євген Рижков, тато Толіка
- Савелій Крамаров —  Зайцев, гітарист і дармоїд, що перетворився на білого голуба
- Юрій Успенський —  робот
- Олексій Горизонтов —  капітан міліції
- Олександр Іванов —  постовий міліціонер
- Георгій Светлані —  дідусь з двома валізами
- Світлана Старикова —  вчителька географії
- В'ячеслав Цюпа —  Чіча, місцевий задирака
- Герасим Воронков —  скрипаль Льоня
- Володимир Савін —  хлопчик
- Тетяна Гришина —  дівчинка
- Борис Майоров —  Борис Майоров, хокейний тренер
- Євген Майоров —  Євген Майоров
- Микола Сологубов —  камео
- Володимир Брежнєв —  камео
- Едуард Іванов —  камео
- Дмитро Китаєв —  камео
- Валерій Фоменков —  камео
- Леонід Коронов —  хлопчик
- Юрій Наумцев —  перехожий
- Рудольф Панков —  вчитель

## Знімальна група
- Режисер:  Михайло Юзовський
- Сценарій: Олександр Рейжевський,  Юрій Томін
- Оператор:  Віталій Гришин
- Композитор:  Вадим Гамалея
- Текст пісень:  Євген Агранович
- Художники:  Людмила Безсмертнова,  Олександр Вагічев
- Монтажер: Яніна Боголєпова